# Liste der Monuments historiques in Saint-Dié-des-Vosges
Die Liste der Monuments historiques in Saint-Dié-des-Vosges führt die Monuments historiques in der französischen Gemeinde Saint-Dié-des-Vosges auf.

## Liste der Immobilien
| Bezeichnung                  | Beschreibung                                                                                    | Standort                                             | Kennzeichnung | Schutzstatus   | Datum     | Bild           |
| ---------------------------- | ----------------------------------------------------------------------------------------------- | ---------------------------------------------------- | ------------- | -------------- | --------- | -------------- |
| Camp celtique de la Bure     | eisenzeitliches Oppidum mit gallorömischem Heiligtum                                            | nördlich der Stadt (Lage)                            | PA00107274    | Classé Inscrit | 1982 1993 | weitere Bilder |
| Pfarrhaus                    | zwei Portale aus dem 18. Jahrhundert                                                            | 5 rue de la Cathédrale (Lage)                        | PA00107277    | Inscrit        | 1946      | weitere Bilder |
| Château de Saint-Dié         | Poterne, 12. oder 13. Jahrhundert                                                               | 5 rue Saint-Charles (Lage)                           | PA00107276    | Inscrit        | 1931      | weitere Bilder |
| Brunnen                      | aus dem 18. Jahrhundert                                                                         | Rue de la Cathédrale (Lage)                          | PA00107279    | Inscrit        | 1948      | weitere Bilder |
| Usine Gantois                | Verwaltungsgebäude, 1935 errichtet                                                              | 25 rue des Quatre-Frères-Mougeotte (Lage)            | PA88000053    | Inscrit        | 2013      | weitere Bilder |
| Kathedrale St-Dié            | mit Kreuzgang; ab dem 12. Jahrhundert                                                           | Place du Général-de-Gaulle (Lage)                    | PA00107275    | Classé         | 1886      | weitere Bilder |
| Freimaurertempel             | nach dem Ersten Weltkrieg erbaut; Saal mit Ausstattung, darunter ein Fenster von Jacques Grüber | 64 rue des Travailleurs (Lage)                       | PA88000005    | Inscrit        | 1997      | weitere Bilder |
| Kirche Notre-Dame-de-Galilée | ab dem 12. Jahrhundert                                                                          | Rue de la Cathédrale (Lage)                          | PA00107278    | Classé         | 1886      | weitere Bilder |
| Brunnen                      | aus dem 18. Jahrhundert                                                                         | Rue de la Cathédrale (Lage)                          | PA00107280    | Inscrit        | 1946      | weitere Bilder |
| Usine Claude-et-Duval        | Fabrikgebäude, 1948 bis 1951, Entwurf Le Corbusier                                              | 9 rue Le Corbusier (Lage)                            | PA00107281    | Classé         | 1988      |                |
| Palais de la Galazière       | Fassade des ehemaligen Bischofspalasts, 18. Jahrhundert, 1944 zerstört                          | Place du Général-de-Gaulle, rue Saint-Charles (Lage) | PA00107282    | Classé         | 1933      |                |
| Maison du Docteur Gauthier   | Wohnhaus, 1961, Entwurf Jean Prouvé                                                             | 91 rue de l’Orme (Lage)                              | PA88000040    | Inscrit Classé | 2004 2005 |                |

## Liste der Objekte
| Bezeichnung                                                                                    | Beschreibung                                                                    | Standort                                   | Kennzeichnung | Schutzstatus              | Datum     | Bild           |
| ---------------------------------------------------------------------------------------------- | ------------------------------------------------------------------------------- | ------------------------------------------ | ------------- | ------------------------- | --------- | -------------- |
| Glocke                                                                                         | Bronze, 1771 gegossen; 1944 zerstört                                            | im ehemaligen Hospital (Lage)              | PM88001115    | Classé gelöscht           | 1922 1949 |                |
| Hauptaltar mit Reliquienschrein                                                                | Holz, Email, um 1890                                                            | in der Kirche Notre-Dame-de-Galilée (Lage) | PM88001746    | Inscrit                   | 2008      |                |
| Beichtstuhl                                                                                    | Holz, 18. Jahrhundert                                                           | in der Kirche Notre-Dame-de-Galilée (Lage) | PM88001181    | Classé                    | 2008      |                |
| Skulptur Madonna mit Kind                                                                      | Stein, 14. Jahrhundert                                                          | in der Kirche Notre-Dame-de-Galilée (Lage) | PM88000841    | Classé                    | 1904      |                |
| Glocke                                                                                         | Bronze, 1781 gegossen                                                           | in der Kathedrale St-Dié (Lage)            | PM88001034    | Classé                    | 1886      |                |
| Deodatus-Fenster                                                                               | drei Kirchenfenster mit Bildern vom Ende des 13. Jahrhunderts, 1901 neu gefasst | in der Kathedrale St-Dié (Lage)            | PM88001033    | Classé                    | 1886      | weitere Bilder |
| Sarkophag                                                                                      | aus dem 11. Jahrhundert; 1944 weitgehend zerstört                               | in der Kathedrale St-Dié (Lage)            | PM88001112    | Classé teilweise gelöscht | 1886 1945 |                |
| Skulptur Richilde von Hennegau                                                                 | Stein, farbig gefasst, 13. Jahrhundert; 1944 zerstört                           | in der Kirche Notre-Dame-de-Galilée (Lage) | PM88001114    | Classé gelöscht           | 1886 1949 |                |
| Retabel und Predella                                                                           | Holz, farbig gefasst, 1625 von Claude Bassot                                    | in der Kapelle St-Roch (Lage)              | PM88000842    | Classé                    | 1961      |                |
| Wandgemälde Herzog Simon II. und Probst Maheu und Kaiser Heinrich VI. und der heilige Deodatus | um 1300; vermutlich 1944 zerstört                                               | in der Kathedrale St-Dié (Lage)            | PM88001110    | Classé                    | 1886      |                |
| Wandgemälde Darstellung Mariens im Tempel                                                      | vom Ende des 15. Jahrhunderts; vermutlich 1944 zerstört                         | in der Kathedrale St-Dié (Lage)            | PM88001111    | Classé                    | 1886      |                |
| Grabmal für Burnequin de Parroie                                                               | Stein, nach 1369                                                                | in der Kathedrale St-Dié (Lage)            | PM88001113    | Classé                    | 1886      |                |
| Glocke                                                                                         | Bronze, 1626 gegossen                                                           | im ehemaligen Hospital (Lage)              | PM88000844    | Classé                    | 1921      |                |
| Gemälde Mariä Entschlafung                                                                     | Ölfarbe auf Leinwand, 17. Jahrhundert                                           | in der Kapelle St-Roch (Lage)              | PM88000845    | Classé                    | 1985      |                |